# Dónut de coco

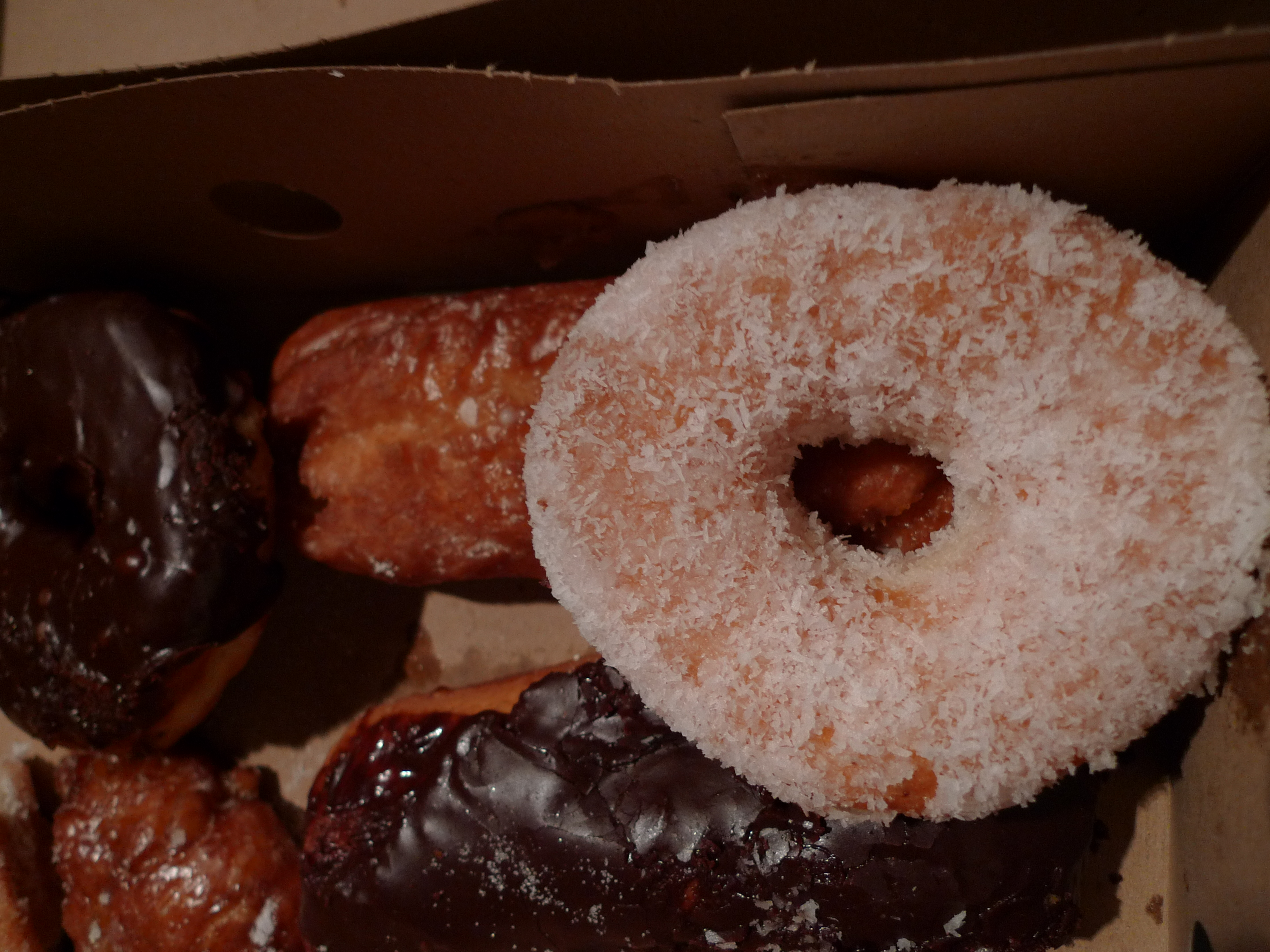
Dónut de coco.

El dónut de coco es un tipo de dónut del Reino Unido y Canadá que suele cubrirse o espolvorearse con coco rallado o en escamas. A menudo se tuesta o asa a la parrilla,  hay distintas variantes hechas con chocolate y, según una receta de 1959, zumo de naranja en la masa y glaseado.
Los dónuts de coco no suelen rellenarse, pero hay un tipo de dónut diferente que emplea un relleno de crema de coco (como el Boston cream doughnut o el dónut de mermelada), que Conan O'Brien consideró una «experiencia que cambia la vida» en una visita de 3 días a Toronto en 2004: «aluciné», dijo O'Brien al Toronto Star.

## Historia
Una receta de 1946 en el Chicago Tribune sugería el coco o los frutos secos picados como recubrimiento para los dónuts. En una discusión de 1964 sobre la popularidad e innovación del dónut (como las tiendas para coches, el agujero del centro, y el asa para facilitar mojarlo en café), el director de publicidad Carl Zucher de la empresa Mr. Donut dijo que un cliente en una tienda para coches de Florida los daba de comer a su caballo, prefiriendo éste una variedad de coco tostado.

## Reconocimiento
Andy Ward calificó a la variedad de coco tostado de Dunkin' Doughnuts «el mejor dónut de todos» en un artículo de Esquire, donde la describía como inusual y no bien respetada por los expertos gastronómicos que nunca la habían probado y la consideraban barata y mala para las arterias, pero atribuye al «maridaje de texturas» lo que la hace «tan perfecta, que me hace sentir pena por Krispy Kreme.» Otros connoisseurs también han elogiado este dónut.
Un dónut de coco de la tienda de dónuts Sugar Shack en una gasolinera Shell de la Ruta 27 en Somerset (Kentucky) fue considerado uno de los mejores dónuts de los Estados Unidos en 1999. Los propietarios, Patrick y Audrey Godin, se enamoraron 27 años antes cuando trabajaban en un Dunkin' Donuts de Nashua (Nuevo Hampshire), donde Patrick, de 16 años, era aprendiz de panadero.